# Urcadzor
Urcadzor – wieś w Armenii, w prowincji Ararat. W 2011 roku liczyła 2587 mieszkańców.